# 誘拐の日
『誘拐の日』（ゆうかいのひ、유괴의 날）は、チョン・ヘヨンによる韓国のミステリー小説。抜け目の多い誘拐犯と11歳の天才少女の特別な共助を描いたブラックコメディ作品。

## 書誌情報（日本語訳）
2025年6月に新装版が刊行された。
- チョン・ヘヨン（著）・米津篤八（訳） 『誘拐の日』 ハーパーコリンズ・ジャパン〈ハーパーBOOKS〉
  - 2021年6月20日発行[3]、ISBN 978-4-596-54157-4
  - 2025年6月25日発行[2]、ISBN 978-4-596-57372-8

## テレビドラマ（韓国版）
2023年9月13日から10月25日まで ENAの「水木ドラマ」枠にて放送された韓国のテレビドラマ。最終回の視聴率は、自己最高の全国5.2％、首都圏5.5％（ニールセン・コリア、有料世帯基準）を記録し、総合編成チャンネルとケーブルの全チャンネル1位となった。また1分当たりの最高視聴率は7.1％を突破し、20～49歳の視聴率は2.2％で2023年に放送されたENAドラマの世帯平均の最高視聴率を達成した。

### キャスト

#### 主要人物（韓国版）
キム・ミョンジュン
演 - ユン・ゲサン
未熟で心の弱い誘拐犯。娘の病院費を稼ぐために誘拐を計画するが、思わぬ事件に巻き込まれ、殺人容疑者として追われていく。
チェ・ロヒ
演 - ユナ
記憶を失った天才少女。子供とは思えないシニカルで優秀な頭脳を持つ。

#### 周辺人物（韓国版）
パク・サンユン
演 - パク・ソンフン
キム・ミョンジュンを追う強力班の刑事。素早い判断力と冷徹な分析力を持つ。
ソ・ヘウン
演 - キム・シンロク
キム・ミョンジュンの元妻。
パク・チョルウォン
演 - キム・サンホ
セキュリティ会社の職員。
モ・ウンソン
演 - ソ・ジェヒ
神経外科医。
ジェイデン
演 - カン・ヨンソク
目標のために手段と方法を選ばないファンドマネージャー。

## テレビドラマ（日本版）
2025年7月8日からテレビ朝日系「火曜9時枠の連続ドラマ」枠にて放送中のテレビドラマ。主演は斎藤工。疑似親子が犯人捜しと逃亡劇を繰り広げる、“巻き込まれ型ヒューマンミステリー”。韓国のテレビドラマ版を原作としている。

### キャスト（日本版）

#### 主要人物（日本版）
新庄政宗（しんじょう まさむね）〈39〉
演 - 斎藤工（幼少期：福島永大）
3年ほど前に妻が家を出ていって以来、娘を一人で育ててきた。心臓病の娘の手術費用を確保するため、妻の発案により裕福な病院長の娘を誘拐しようとする。家族思いで優しい男だが、記憶力が悪く不器用。“暗い過去”を抱えている。
七瀬凛（ななせ りん）〈8〉
演 - 永尾柚乃（乳児期：木下寛菜）
有名な脳外科医の一人娘で天才少女。記憶喪失に陥っている。強気な性格で口も達者だが、“天才たる所以”には大きな秘密が隠されている。

#### 七瀬一族（日本版）
七瀬守（ななせ まもる）〈40〉
演 - 半田周平（幼少期：小野光南翔）
凛の父。栄進記念病院院長。実は養子で、旧姓は森田（第6話）。
七瀬さやか（ななせ さやか）〈43〉
演 - 蒲生麻由（第1話・第5話）
凛の母。
七瀬富雄（ななせ とみお）
演 - 長谷川初範
凛の大叔父で、栄進記念病院の副理事長。甥の遺産を狙っており、相続の第1順位にあたる凛を邪魔に思っている。

#### 新庄家（日本版）
新庄汐里（しんじょう しおり）
演 - 安達祐実（幼少期：磯村アメリ）
政宗の妻。ファイナンシャルプランナー。3年前に新庄と愛娘・芽生を置いて失踪したが、最近になって突然、新庄の前に姿を現した。芽生の手術代を確保するため、凛の誘拐計画を主導する。
新庄芽生（しんじょう めい）
演 - 日下莉帆
政宗と汐里の娘。栄進記念病院に入院している。

#### 周辺人物（日本版）
山崎忠（やまざき ただし）
演 - 深澤辰哉（Snow Man）
凛の父親が院長を務める“栄進記念病院”の顧問弁護士。かつて凛の家に出入りしていた元家庭教師でもある。凛の大叔父でもある病院副理事長の脇に常にかしずき、病院の事務的な作業も担っている。常に冷静沈着で淡々としており、腹の内が見えない。
ケビン福住（けびん ふくずみ）
演 - 鈴木浩介
Zキャビタルズ本部長。凛を追う謎の男。水原と手を組んでいるようだが、正体は不明。金にならないものに価値はないと考える冷血漢で、目的のために手段を選ばない。
水原由紀子（みずはら ゆきこ）
演 - 内田有紀
医学博士。新薬の開発研究を支援する財団を設立し、理事長を務める。ミステリアスな存在で、福住らと手を組んで凛の行方を追っている。
鮫洲豪紀（さめず ごうき）
演 - 栄信
謎の男。

#### 栄進記念病院（日本版）
藤澤香里（ふじさわ かおり）
演 - 望海風斗
栄進記念病院の看護師長。重度の心臓病で入院中の新庄の娘・芽生に寄り添い、日々、優しくケアしている。一方で、入院費を滞納していながら何度も病院に電話をかけてきて芽生の様子をたずねる新庄には辟易している。
松田真明〈65〉
演 - 春海四方
壁山警備保障 社員。栄進記念病院に勤務しており、新庄芽生と仲がいい。
田川遼（たがわ りょう）
演 - デビット伊東
栄進記念病院の医者。芽生の担当医。

#### 川中警察署（日本版）
須之内司（すのうち つかさ）
演 - 江口洋介
所轄のベテラン刑事で警部補。優れた判断力、分析力を備えており、新庄と凛の不思議な関係にいち早く気付く。正義感が強く、真相究明のために暴走し、県警本部と対立することもある。
北村高広（きたむら たかひろ）
演 - 佐藤寛太
所轄の若手刑事。正義感が強く、真面目で素直。上司の須之内を尊敬し、捜査現場ではフットワーク軽く動き回るが、須之内の強引さに驚かされることもある。徹夜作業のときは美顔パックを欠かさない、今どき男子。
古賀彩佳（こが あやか）
演 - さかたりさ
川中警察署刑事。
伊藤仁（いとう じん）
演 - 白石直也
川中警察署刑事。
牧賢太（まき けんた）
演 - 久保田武人
川中警察署刑事。

#### 神奈川県警（日本版）
秦圭佑（はた けいすけ）
演 - 岩谷健司
捜査一課 管理官。強面の警視。所轄に置かれた捜査本部で指揮を執る。
短気で口数が多い。部下や所轄の刑事をよく怒鳴りつけている。
野坂健、秋吉隼人
演 - 山本栄司（第4話 - ）、旭惟吹（第4話 - ）
捜査一課 刑事。辰岡刑事部長が連れて来た部下。
辰岡泰明
演 - 徳重聡（第4話 - ）
刑事部長。キャリア組の警視長。七瀬家の事件解決のため、県警本部から川中警察署へ部下を連れてやってくる。捜査一課時代の須之内司と因縁があり、敵視している。

#### ゲスト（日本版）

##### 第1話（日本版）
七瀬栄作
演 - 渋川清彦（第5話 - 第7話）
栄進記念病院 初代院長。富雄の兄、守の父。1995年、病院内で男に切りつけられそうになる。
木戸クミ
演 - 青羽里奈（第2話・第4話・第6話・第7話）
栄進記念病院 看護師。藤澤の部下。
配達員
演 - 矢作マサル
政宗に声をかける荷物の配達員。
男
演 - 萩原亮介（第5話・第6話）
1995年、病院内で七瀬栄作院長を切りつける男。実は若き日の松田真明（第5話）。
親方
演 - 春日井順三（第2話）
中国人労働者に仕事を教える工場の親方。
野中英世
演 - 髙﨑俊吾
突然倒れて運び込まれた凛を診る戸牧原病院の医師。
店員
演 - 平田敦子
政宗と凛が朝食を食べに入った食堂の店員。
リポーター
演 - 富田玲奈
七瀬家の前から七瀬夫婦殺害事件を報じるリポーター。
刑事
演 - 竹井ゆず
虐待の通報を受けて戸牧原病院に来る刑事。
女性
演 - 村井美和
1995年、七瀬栄作院長に家族の手術の礼を言う女性。
看護師
演 - 上原奈美
凛が運び込まれた戸牧原病院の看護師。凛の体の痣を見て、虐待ではないかと野中に進言する。
秘書
演 - 長尾奈奈（第2話・第3話）
水原の秘書。

社員
演 - 荒川浩平（第6話）
新庄から給料を15年分前借り出来ないかと頼まれる経理部社員。
社長
演 - 小路さとし
新庄の職場の社長。
工員
演 - 厳昊（第2話）
工場の中国人労働者。

音声案内
声 - 名越佳代
留守番電話の音声案内。

##### 第2話（日本版）
ホームレス
演 - 中村シユン（第3話）
政宗に食糧や物を売るホームレス。
母親、ヒロト
演 - 若松俐歩、石川柊生
栄進記念病院で受付をする親子。
警備員
演 - 寺田ムロラン
政宗を襲う鮫洲に声をかけ制止する巡回警備員。

##### 第3話（日本版）
ホームレス
演 - 小沢直平
凛に物を売るホームレス。
店主
演 - すわいつ郎
政宗が”すわちゃんサンド”を頼むキッチンカーの店主。
男性
演 - 辻川慶治
汐里と喫茶店で会い、大学病院まで送り届ける男性。
水原ナツキ
演 - 土屋陽翔（第4話 - ）
由紀子の息子。幼い頃の事故で意識不明の寝たきり状態になっている。
アナウンサー
演 - 寺川俊平（テレビ朝日アナウンサー、第5話）
テレビで凛誘拐事件を報じるアナウンサー。

##### 第4話（日本版）
松田真明の友人
演 - 小沼朝生
松田の学生時代の友人。七瀬家の事件のあった日の夜、松田と一緒に飲んでいた。
鮫洲の手下
演 - 阿見201、岩鬼安武
鮫洲の指示で政宗をトラックに乗せて運び、始末しようとする男たち。
被疑者
演 - メイビ
須之内司が捜査一課にいた頃追っていた事件で、犯人と思われる人物の身代わりに出頭してきた男。この件で辰岡と諍いになり、須之内は捜査一課を追われている。

##### 第5話（日本版）
部下
演 - 宮嶋剛史（第6話・第7話）
福住の部下。
主任
演 - 兒玉宣勝
壁山警備保障 社員。松田が今日付けで退職したことを須之内らに告げる。
相馬卓也〈62〉
演 - 古川真司
政宗たちの逃走を漁船で手助けした容疑で逮捕される漁師。政宗と凛は高波にさらわれて行方不明になった、と供述する。
見張り
演 - 湯川尚樹（第6話）、立川義幸（第6話・第7話）
別荘で新庄と凛を見張る男たち。

青木久恵
演 - かとうかず子（第6話）
30年前、栄進記念病院で働いていた看護師。当時の松田が起こした事件の経緯について、須之内たちに語る。

##### 第7話（日本版）
牧師
演 - 桜井聖
政宗と汐里が育った児童養護施設「わかば希望こども園」を運営している教会の牧師。
医師
演 - 諌山幸治
新庄芽生の手術を担当した執刀医。
男
演 - 青木泰寛（第2話）
政宗が若い頃に事件を起こした時の被害者。

### スタッフ（日本版）
- 原作 - 「유괴의 날(誘拐の日)」 © ASTORY & KT Studiogenie / 脚本 キム・ジェヨン[44]
- 脚本 - 丑尾健太郎[44]
- 監督 - 深川栄洋、片山修[44]
- 音楽 - 長岡成貢[44]
- 主題歌 - yama「us」（ソニー・ミュージックレコーズ）[45]
- ゼネラルプロデューサー - 大江達樹（テレビ朝日）[44]
- プロデューサー - 峰島あゆみ（テレビ朝日）、菊池誠（アズバーズ）[44]
- 制作著作 - テレビ朝日[44]
- 制作協力 - アズバーズ[44]

### 放送日程（日本版）
| 各話                                                       | 放送日  | サブタイトル                            | 演出     | 視聴率 |
| ---------------------------------------------------------- | ------- | --------------------------------------- | -------- | ------ |
| 第1話                                                      | 7月08日 | パパは誘拐犯!? 記憶喪失の少女と殺人の謎 | 深川栄洋 | 6.6%   |
| 第2話                                                      | 7月15日 | パパは殺人犯!? 蘇る記憶の中の真犯人―─   | 深川栄洋 | 5.6％  |
| 第3話                                                      | 7月22日 | 第二の誘拐、発生!共犯者の妻、現る――     | 深川栄洋 | 4.9％  |
| 第4話                                                      | 7月29日 | 記憶戻る! 天才少女―さよなら偽者のパパ―  | 片山修   | 5.5％  |
| 第5話                                                      | 8月05日 | 犯人逮捕! 新たな犠牲者                  | 片山修   | 5.3％  |
| 第6話                                                      | 8月12日 | 30億強奪!? 大逆転脱出!                  | 深川栄洋 | 5.0％  |
| 第7話                                                      | 8月19日 | 最終章! 真の黒幕が判明                  | 片山修   |        |
| 平均視聴率 %（視聴率はビデオリサーチ調べ、関東地区・世帯） |         |                                         |          |        |

- 初回は21時 - 22時の6分拡大放送

| テレビ朝日系列 火曜9時枠の連続ドラマ             | テレビ朝日系列 火曜9時枠の連続ドラマ | テレビ朝日系列 火曜9時枠の連続ドラマ |
| 前番組                                           | 番組名                               | 次番組                               |
| ------------------------------------------------ | ------------------------------------ | ------------------------------------ |
| 天久鷹央の推理カルテ （2025年4月22日 - 6月24日） | 誘拐の日 （2025年7月8日 - ）         | -                                    |